# Darejeva družina pred Aleksandrom
Darejeva družina pred Aleksandrom je slika olje na platnu slikarja Paola Veroneseja iz obdobja 1565–1570. Upodablja Aleksandra Velikega z družino Dareja III., ahemenidskega vladarja, ki ga je v boju premagal. Čeprav je Veronese že prej slikal različico teme, odkar je bila uničena, so jo drugi umetniki pred njim redko upodabljali. Slika je v zbirki Narodne galerije v Londonu od leta 1857.

## Pripoved
Leta 333 pred našim štetjem je Aleksander v bitki pri Isu premagal Dareja III., zadnjega kralja Ahemenidskega cesarstva. Darej se je izognil ujetju, vendar je Aleksander vzel njegovo ženo Stateiro I., njegovo mamo Sisygambis, hčerki Stateiro II. in Dripetis. Aleksander prikazuje odpuščanje v zmagi. Po Plutarhu:
»Dovolil jim je, da izmed Perzijcev pokopljejo kogar koli hočejo in da v ta namen uporabijo katero koli oblačilo in pohištvo iz plena, ki se jim zdi primerno. Njihove ekvipaže ni v ničemer zmanjšal, tudi ne pozornosti in spoštovanja, ki so ga prej uživali in jim za vzdrževanje njihovega položaja dal večje dohodke kot so jih imeli prej. Naplemenitejši in najbolj kraljevski del njegovega ravnanja z njimi pa je bil, da je s temi sijajnimi in pomembnimi ujetniki ravnal v skladu z njivo krepostnostjo in značajem.«
Čeprav je bila Darejeva žena znana po svoji lepoti, »Aleksander, češ da je bolj kraljevsko, da vlada sam, kot da osvaja svoje sovražnike, ni iskal intimnosti z nobenim od njih«. Slika se osredotoča na nesporazum, v katerega je vpletena Sisygambis, Darejeva mati, ki je Plutarh ni omenil, pripovedovalo pa je več poznih klasičnih pisateljev, med njimi Arijan, Valerij Maksim in Kvint Kurcij Ruf. Po Zgodovini Aleksandra Velikega Kvinta Kurcija je Aleksander odšel v ženski šotor v spremstvu le Hefestiona, kraljevega svetovalca in njegovega intimnega prijatelja, ko sta bila še otroka. Sisygambis je Hefastiona po pomoti zamenjala za Aleksandra in pokleknila pred njim, da bi prosila za usmiljenje. Ko je ugotovila zmoto, je Aleksander velikodušno rekel, da je tudi Hefestion Aleksander; to je Sisygambisino zadrego odpravilo in je služila kot kompliment njegovemu prijatelju.

## Slika
Sestava ohranja to dvoumnost in odraža zmedo Sisygambis. Na splošno se strokovnjaki strinjajo, da je Aleksander mlajši moški v rdečem, ki gestikulira, kot da bi govoril, medtem ko se sklicuje na Hefestiona na njegovi levi strani, čeprav nekateri zgodovinarji tej interpretaciji nasprotujejo in spreminjajo identiteto obeh figur. Nenehna negotovost glede njihove pravilne identifikacije je vzeta kot dokaz Veronesejeve 'slikarske inteligence'.
Medtem ko je častil duh zgodbe, si je Veronese vzel svobodo s svojo interpretacijo pripovedi, ki se na sliki dogaja v palačni dvorani in ne v šotoru. Čudovita garderoba je taka kot so jo nosili v Benetkah, kjer je živel Veronese, in ne kot v antični Grčiji ali Daljnem vzhodu. Že dolgo naj bi domnevali, da je Veronese v sliko vstavil portrete svojih sodobnikov, kot je bilo to običajno v beneškem zgodovinskem slikarstvu. Medtem ko se domneva, da so bile figure oblikovane po vzoru članov družine Pisani, za čigar posestvo je bila slika narejena, je bilo alternativno predlagano, da so klečeča dekleta Veronesejeve hčere, dvorjan, ki jih predstavlja, pa umetnikov avtoportret. V drugi razlagi se Veronese pojavlja v obliki moškega, ki stoji za Aleksandrom, medtem ko se domneva, da je mecen Francesco Pisani ta družino predstavlja Aleksandru. Pred kratkim je umetnostni zgodovinar Nicholas Penny zapisal, da značilnosti slike kultiviranega plemstva niso temeljile na nobenih določenih modelih in so bile produkt umetnikove domišljije.
Gledališka zasnova slike najvidnejše figure postavi v plitev prednji del. Takoj za njimi so spremljevalna družba helebardarji, škrati, psi in opice, v daljavi pa je postavljen arhitekturni zaslon, obokana promenada vzporedno z ravnino slike in na njej več gledalcev. To so slikovne preference, značilne za Veroneseja, z umestitvijo figur in zgradb, ki krepijo procesni značaj. Krivulje oddaljenih lokov odmevajo gibanje podstavljenih figur spredaj, medtem ko Sisygambisina gesta ustreza in je okrepljena z navpičnicami osrednjega vodnjaka; arhitekturna geometrija organizira gibanje figur.
Analiza platna je pokazala, da je tip favoriziral Veronese z razporeditvijo niti, ki je ustvaril diagonalni vzorec keperja. Medtem ko je pogosto raje slikal po rahlo obarvani podlagi, je za družino Dareja pred Aleksandrom, tako kot za številne večje slike, Veronese pripravljal platno samo z navadnim gesso. Čeprav je rutinsko delal številne pripravljalne skice, je Veronese naredil večje revizije, ko je delal Darejevo družino pred Aleksandrom, vključno s poslikavo balkona s figurami neposredno za glavno skupino in na levo ozadje dodal rahlo skicirane konje in figure, morda kot po premisleku.

## Poreklo in vrednotenje
Darejeva družina pred Aleksandrom je bila edina slika, ki jo je Goethe omenil v svojem obisku Benetk leta 1786. Sliko je občudoval med bivanjem v Palazzo Pisani Moretta in ponovil legendo, da je sliko Veronese naslikal v zahvalo za gostoljubje Pisanijev. Domnevno je bilo ogromno platno naslikano na vili na skrivaj, ko se je umetnik oddaljil, jo je zvil in pustil pod posteljo; zapis od takrat velja za domišljijo.
Glede na nedavne raziskave je bila slika najprej v lasti Francesca Pisanija, nastanjena pa je bila v Vili Pisani v Montagnani, stavbi, ki jo je zasnoval Palladio. Platno se je verjetno preselilo v Benetke po letu 1629, ko je družina Pisani kupila palačo ov Grand Canalu. Tako je veljalo, da se je leta 1664 Christina, švedska kraljica poskušala dogovoriti za nakup z beneškim veleposlanikom v Rimu. Izklicna cena 5.000 dukatov se je štela za pretirano, kar je dejansko odvrnilo vse potencialne kupce. Posledično je bilo povpraševanje po kopijah slike, od katerih je en lastnik cenil 80 dukatov.
Charles Lock Eastlake, direktor Narodne galerije, je pregledal sliko v Benetkah 14. oktobra 1856. V času, ko bi britansko cesarstvo ugotovilo, da so idealizacije slike odražale njene domneve in je po štirih letih pogajanj muzej sliko kupil za 13.650 funtov. O ceni se je zdelo, da je pretirana, julija 1857 pa so o nakupu razpravljali v Spodnjem domu Združenega kraljestva, ko je lord Elcho sliko napadel kot 'drugorazreden primerek'.
John Ruskin jo je imenoval za »najdragocenejšega Paula Veroneseja na svetu«. Henry James je leta 1882 zapisal:
 Novembra se lahko odpravite med podnevom na Trafalgar Square in v enem od oddelkov Narodne galerije zagledate Darejevo družino, ki ropota in moli in joče ob Aleksandrovih nogah. Aleksander je lep mladi Benečan v temnordečih hlačah, slika pa pošilja žarek v hladni londonski somrak.